# Bundesautobahn 553
Bundesautobahn 553 (em português: Auto-estrada Federal 553) ou A 553, é uma auto-estrada na Alemanha.
A Bundesautobahn 553 tem 13 km de comprimento.

## Estados
Estados percorridos por esta auto-estrada:
- {{{3}}}